# Rosa Campos, provinciana
Rosa Campos, provinciana es una telenovela venezolana realizada y transmitida por la cadena RCTV en el año 1980. Es una historia original de Ligia Lezama y está protagonizada por Mayra Alejandra, Renato Gutiérrez y Yanis Chimaras. cuenta con las actuaciones estelares de Dilia Waikkarán y Hazel Leal

## Sinopsis
Rosa, una joven huérfana analfabeta de un pueblo del interior de Venezuela, se va a la capital llena de entusiasmo y con ganas de superarse en la vida. El impacto con la ciudad es traumatizante para la ingenua e inexperta provinciana que se enfrenta a muchos problemas, también económicos, y muchos momentos humillantes, y que sobre todo sufre de soledad. Mientras tanto sin querer se ve envuelta en un triángulo amoroso; en ella confluyen los sentimientos y deseos de dos hombres que están dispuestos a luchar por conquistar su corazón: Atilio, un mecánico paisano suyo, sencillo y de buen corazón, desde siempre enamorado de ella, y Luis Arturo, un caraqueño graduado y deportivo que queda prendado del candor y la frescura de la dulce campesina. El problema para la joven será comprender quién busca solo una aventura y quién la ama realmente. A través de mil dificultades y sufrimientos entenderá la verdad y podrá por fin empezar una nueva vida.

## Elenco
- Mayra Alejandra – Rosa Campos
- Renato Gutiérrez – Atilio
- Yanis Chimaras – Luis Arturo Ibarra
- Chony Fuentes – Teresa Bruzón
- Dilia Waikkarán – Margarita de Bruzón
- Hazel Leal – María Adela Campos
- Luis Calderón – Augusto
- Igor Reverón – Constantino Berroeta
- Raquel Castaños – Esther
- Charles Barry – Efraín Ibarra
- Verónica Doza – Brenda
- Roberto Gray – Jovenal
- Américo Montero – Mauricio
- Mirtha Borges – Olimpia
- Mauricio González
- Javier Vidal – Javier
- Eric Noriega – Orlando
- Nury Flores – Cándida
- Marita Capote – Mirna
- Francis Rueda – Alcira
- María Teresa Acosta – ella misma
- Virgilio Galindo – Elbano
- Rodolfo Drago – Clemente Quintana
- Carlos Flores – Rinaldo
- Violeta González – Lucía
- Rosario Prieto – Elena
- Humberto Tancredi	– Dr. Abadi
- (Richard bazan ))- manuel